# Lillian Rozell Messenger
Lillian Rozell Messenger (ur. 1844, zm. 1 października 1921) – poetka amerykańska, znana także pod pseudonimem Zena Clifton. Urodziła się w Ballard county w stanie Kentucky. Jej rodzice pochodzili z Wirginii. Byli nimi F.O. Rozell  i jego żona Caroline H. Cole. Dziadek ze strony ojca przybył do Ameryki z Nicei w czasie wojen napoleońskich, natomiast przodkowie matki przypłynęli z Anglii. Ojciec był lekarzem. Interesował się poezją i muzyką. Po tym, jak zmarł, Lillian nie wróciła już do szkoły. W wieku ledwo szesnastu lat poślubiła Northa A. Messengera, mieszkańca miejscowości Tuscumbia. Wtedy też zaczęła publikować. Po czterech latach owdowiała. Została z synem. Wydała kilka tomów wierszy, w tym Threads of Fate (1872), Fragments from an Old Inn (1885), In the Heart of America (1896) i The Heroine of the Hudson (and Other Poems) (1906).